# 8 juin 1996
Le samedi 8 juin 1996 est le 160e jour de l'année 1996.

## Naissances
- Davide Pertegato, gardien de but italien de rink hockey
- Jabir M.P., athlète indien
- Kang Chae-young, archère sud-coréenne
- Renée Eykens, athlète belge

## Décès
- Clara Candiani (née le 19 février 1902), journaliste française
- Henryk Trębicki (né le 22 octobre 1940), haltérophile polonais

## Événements
- Découverte de l'astéroïde (14961) d'Auteroche
- Début du championnat d'Europe de football 1996